# Hampton, Florida
Hampton är en ort i Bradford County i delstaten Florida, USA.